# 端氏站
端氏站是一个侯月线上的铁路车站，位于山西省沁水县端氏镇，建于1995年，目前为四等站，邮政编码为048203。目前客运：办理旅客乘降；行李、包裹托运；不办理货运营业。